# Liny Kull
Liny Kull (geb. 10. Juni 1919 in Bözberg; gest. 23. Juli 2007 in Zürich) war eine Schweizer Malerin und Mosaizistin.

## Leben und Werk

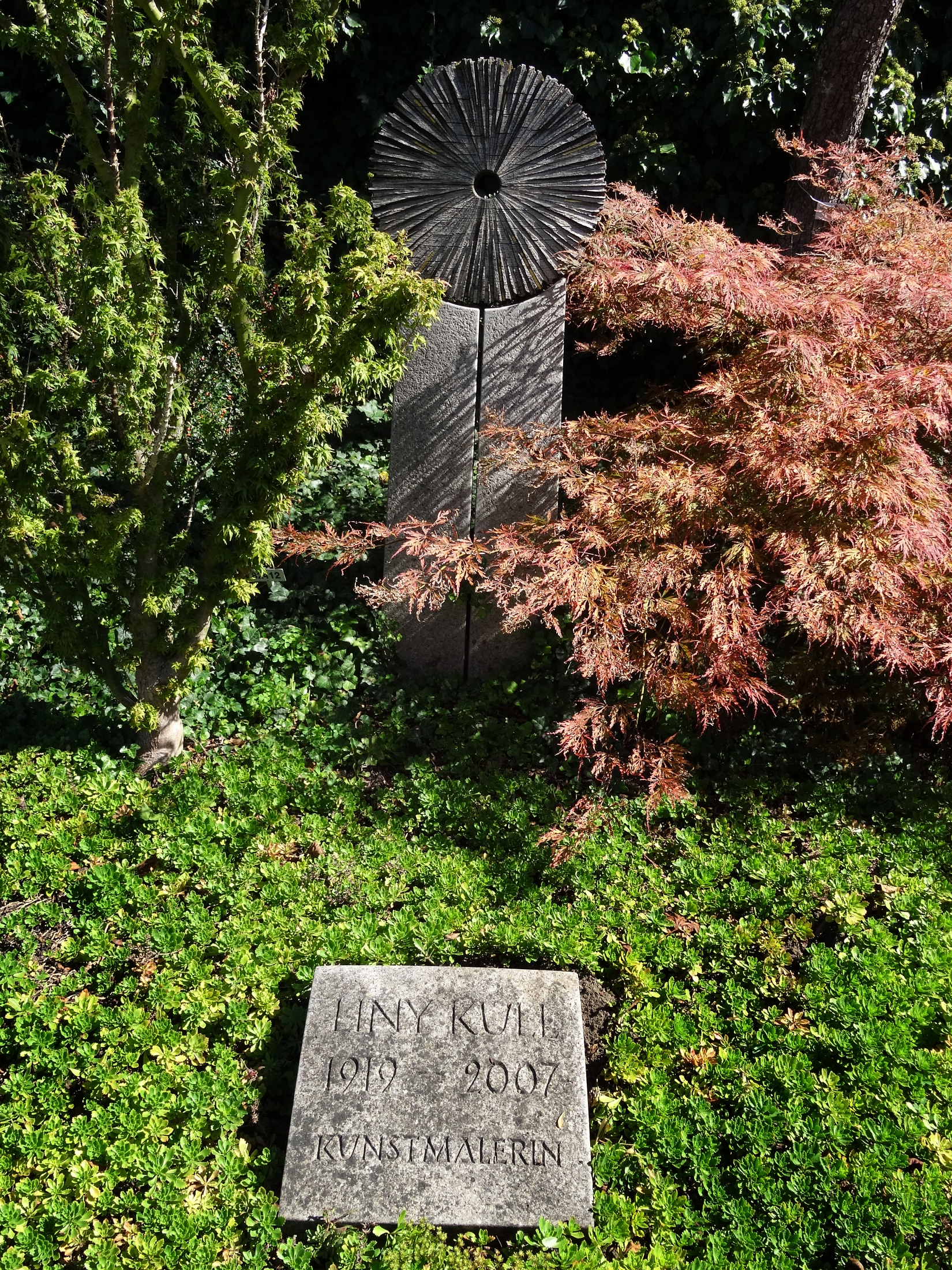
Grab, Friedhof Enzenbühl in Zürich.

Liny Kull besuchte die Bezirksschule in Lenzburg, wo sie u. a. von dem Maler, Grafiker und Zeichenlehrer Wilhelm Dietschi (1899–1978) unterrichtet wurde. Dieser vermittelte ihr eine Lehrstelle als Stoffentwerferin in Zürich.
Von 1938 bis 1941 liess sie Liny Kull an der Kunstgewerbeschule Zürich zur Zeichenlehrerin ausbilden. 1940 lernte sie Alexander Leo Soldenhoff kennen, wurde seine Schülerin und langjährige Partnerin.
Liny Kull studierte 1941 an der Universität Zürich Kunstgeschichte. 1944/45 besuchte sie mit einem aargauischen Stipendium die Ecole des Beaux Arts in Genf. Ab 1952 unternahm sie Studienreisen nach Holland, Paris, Italien, Schweden und Spanien.
1954/55 arbeitete Kull in den Mosaikwerkstätten in Ravenna und studierte an der Accademia di Belle Arti. 1974 war sie an der Cité Internationale des Arts Paris. Zudem wurde sie in die Société international culturelle Feminine aufgenommen.
Liny Kull fand ihre letzte Ruhestätte auf dem Friedhof Enzenbühl in Zürich.